# Touriga nacional

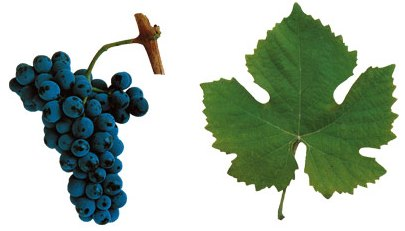
Un racimo de touriga nacional y una hoja de la vid.

La touriga nacional es una variedad de uva tinta considerada por muchos como la mejor de Portugal. A pesar del bajo rendimiento de la vid, por lo pequeño de sus uvas, tiene un papel destacado en las mezclas de los vinos de Oporto. Cada vez se usa más como uva de mesa en la DOC Douro y en Dão. La touriga nacional provee al vino de estructura y cuerpo, así como de una alta cantidad de taninos y de sabores a frutos negros. Para Jancis Robinson, la touriga franca es a la touriga nacional lo que la cabernet franc a la cabernet sauvignon. La touriga nacional provee de estructura al vino y la touriga franca completa su buqué.

## Viticultura
La vid es muy vigorosa y da buenos resultados si se controla. En el Duero portugués (Douro) crece en viñedos situados en laderas de esquisto empinadas, rocosas y calurosas. El sinónimo mortágua hace referencia a las duras condiciones de su terreno. La guía de la vid se hace con un sistema de Guyot. Necesita podas severas para mantenerla bajo control. La vid produce racimos de uvas de color azul oscuro. El tamaño de las uvas va de pequeño a minúsculo, por lo que es una de las vides con menos rendimiento del mercado. En los últimos años los científicos han trabajado en la clonación de la touriga nacional para producir vides capaces de polinizar mejor con el propósito de aumentar los rendimientos en un 15% y su contenido de azúcar en un 10%.

## Regiones

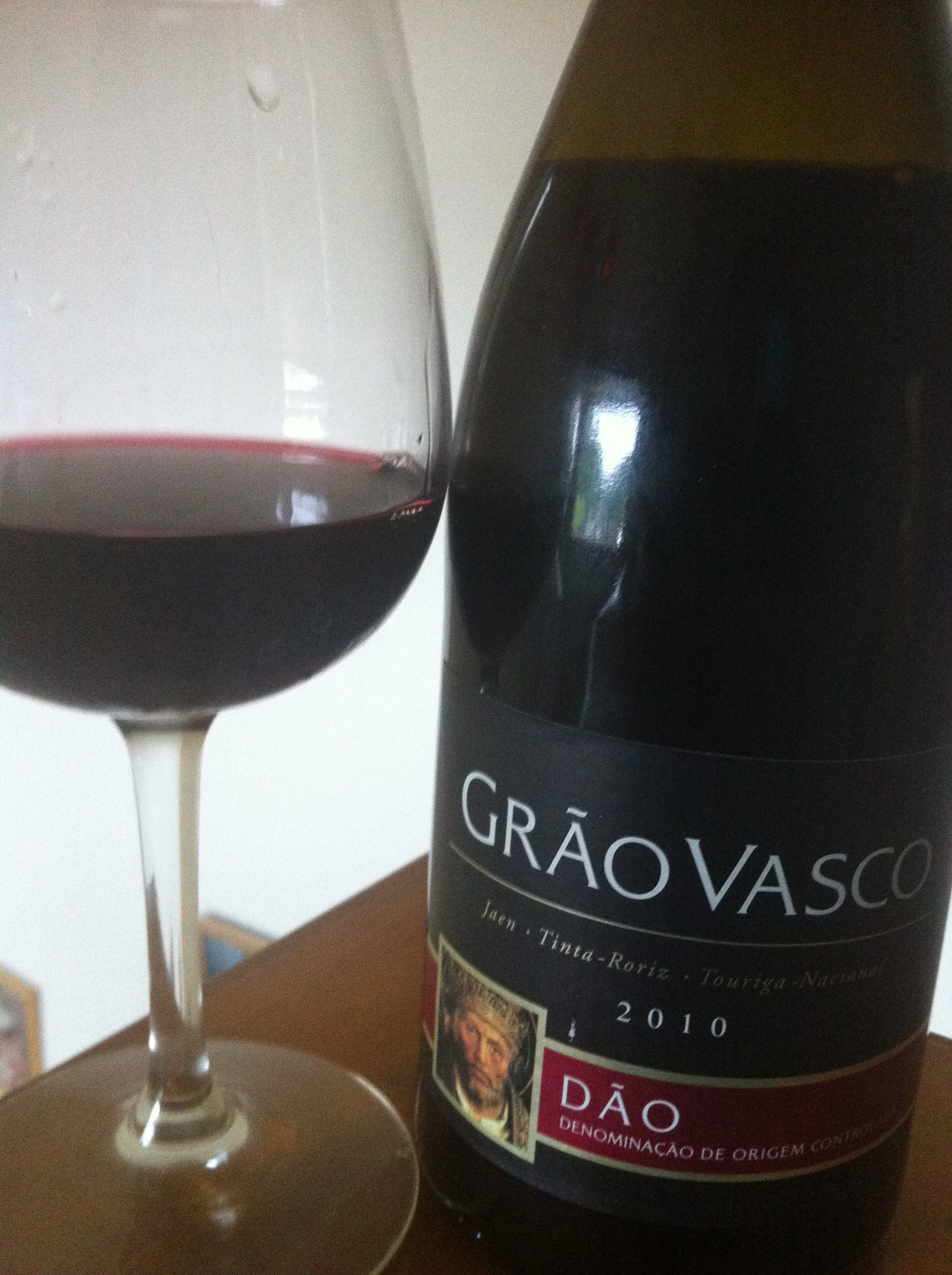
Un vino portugués de la región de Dão que contiene un porcentaje de touriga nacional.

A finales de los años 90 había 2760 ha de touriga nacional en Portugal. Sus bajos rendimientos hacen que solo represente una pequeña parte de la producción de Douro, pero juega un importante papel en las mejores mezclas de Oporto.
Tradicionalmente, muchos vinos estadounidenses se fortificaban, al estilo de los de Oporto, y muchos de aquellos productores han experimentado usando uvas portuguesas para mejorar su producto. En 2006 se cosecharon 553 toneladas de touriga, lo que supuso un 26% más que en 2005.

## Vinos
Las pequeñas uvas de touriga nacional tienen una alta ratio de piel con respecto a la pulpa, lo que aumenta la cantidad de extracto seco en la elaboración del vino. Estas uvas pueden producir un vino intenso muy aromático y con una alta cantidad de taninos.

## Sinónimos
Los sinónimos son bical tinto, mortágua, mortágua preto, preto mortágua, touriga, touriga fina, tourigao, tourigo antigo, tourigo do Dão y turiga.